# Método de hipérbola de Dirichlet
En teoría de números, el método de hipérbola de Dirichlet es una técnica para evaluar la suma:
{\displaystyle \sum _{n\leq x}f(n)}
donde {\displaystyle f,g,h} son funciones multiplicativas con {\displaystyle f=g*h}, y donde {\displaystyle *} es la convolución de Dirichlet. Esto usa el hecho de que: 
{\displaystyle \sum _{n\leq x}f(n)=\sum _{n\leq x}\sum _{ab=n}g(a)h(b)=\sum _{a\leq {\sqrt {x}}}\sum _{b\leq {\frac {x}{a}}}g(a)h(b)+\sum _{b\leq {\sqrt {x}}}\sum _{a\leq {\frac {x}{b}}}g(a)h(b)-\sum _{a\leq {\sqrt {x}}}\sum _{b\leq {\sqrt {x}}}g(a)h(b).}

## Usos
Sea {\displaystyle \tau (n)} la función de número de divisores. Puesto que {\displaystyle \tau =1*1}, el método de hipérbola de Dirichlet ofrece el resultado
{\displaystyle \sum _{n\leq x}\tau (n)=x\log x+(2\gamma -1)x+O({\sqrt {x}}).}